# Camilla de Castro
Camilla de Castro, dont le nom de naissance était Alessandro Caetano Kothenborger, née le 20 avril 1979 à Santo André et morte le 26 juillet 2005 à Sao Paulo, est une mannequin et actrice trans brésilienne.
Très jeune, elle s'identifie déjà comme une femme. Elle vit chez ses tantes jusqu'à ses 19 ans, puis déménage à Sao Paulo. elle commence alors à travailler comme prostituée. Rapidement elle est engagée pour des séances de photos et des rôles dans des films pornographique. 
Elle tourne dans plusieurs films pornographiques mais apparait régulièrement dans des émissions télévisées au Brésil. Elle est considérée comme une des rare femmes trans à avoir réussi à transcender sa carrière d'actrice pornographique. Sur la fin de sa carrière, demande au programme SuperPop de la chaine de télévision Rede TV, de lui créer une émission : “Camilla quer Casar” ("Camilla veut se marier"). Lors de cette émission, Camilla de Castro écarte très vite les hommes qui ne veulent pas se montrer en public avec une femme transgenre, car c’était un des problèmes qui l'a poussé à rompre avec son petit ami précédent. 
le 26 juillet, elle est retrouvée morte, après être tombée par la fenêtre. Sa mort est sur médiatisée à la télévision et rapportée comme un suicide, même si la police considère que les causes de sa mort restent à élucider,.